# Ковали (Хорольский район)
Ковали (укр. Ковалі) — село,
Ковалевский сельский совет,
Хорольский район,
Полтавская область,
Украина.
Код КОАТУУ — 5324882601. Население по переписи 2001 года составляло 781 человек.
Является административным центром Ковалевского сельского совета, в который, кроме того, входят сёла
Барилово и
Мелюшки.

## Географическое положение
Село Ковали находится на левом берегу реки Хорол,
выше по течению на расстоянии в 0,5 км расположено село Мелюшки,
ниже по течению на расстоянии в 0,5 км расположено село Новоаврамовка,
на противоположном берегу — село Стайки.
Река в этом месте извилистая, образует лиманы, старицы и заболоченные озёра.
Через село проходит автомобильная дорога Т-1715.

## История
- Около села в урочище Старицкого встречаются обломки неолитической керамики и микролитический кремень.
- Михайловская церковь известна 1752 года[2]
- В 1781 году село принадлежит к Хорольской сотне Миргородского полка.
- Имеется на карте 1812 года[3]

## Экономика
- Молочно-товарная ферма.
- «Ковали», ООО.

## Объекты социальной сферы
- Школа.

## Достопримечательности
- Братская могила советских воинов.